# Championnat de Finlande de hockey sur glace D2
La Mestis est la deuxième plus haute ligue de hockey sur glace de Finlande. Elle est créée en 2000 et remplace la I-divisioona. Jusqu'à la réouverture d'un système de promotion-relégation vers la SM-liiga au cours de la saison 2008-2009, c'était la plus haute pouvant être atteinte par le seul mérite sportif. Une exception cependant : KalPa Kuopio avait été promue en SM-liiga après la saison 2004-2005, retournant dans la ligue où ils évoluaient depuis des années avant d'être relégués au terme de la saison 1998-1999.

## Équipes
| Équipe                    | Ville     | Patinoire            | Capacité |
| ------------------------- | --------- | -------------------- | -------- |
| Hermes Kokkola            | Kokkola   | Patinoire de Kokkola | 4 200    |
| Hokki Kajaani             | Kajaani   | Patinoire de Kajaani | 1 310    |
| Iisalmen Peli-Karhut      | Iisalmi   | Patinoire de Kankaa  | 1 380    |
| Jokerit                   | Helsinki  | Patinoire d'Helsinki | 8 200    |
| JoKP                      | Joensuu   | PKS Areena           | 3 200    |
| Ketterä                   | Imatra    | OmaSp Areena         | 1 300    |
| Keuruun Pallo Hockey Team | Keuruu    | Metsä-Multia Areena  | 1 200    |
| Kiekko-Vantaa             | Vantaa    | Tikkurilan Areena    | 2 004    |
| Rovaniemen Kiekko-79      | Rovaniemi | Lappi Areena         | 3 500    |
| TUTO Hockey               | Turku     | Rajupaja Areena      | 3 000    |

## Champions
| Année | Champion  | Médaille d'argent | Médaille de Bronze |
| ----- | --------- | ----------------- | ------------------ |
| 2001  | Jukurit   | TuTo              | Hermes             |
| 2002  | Jukurit   | KooKoo            | KalPa              |
| 2003  | Jukurit   | K-Vantaa          | KooKoo             |
| 2004  | KalPa     | Jukurit           | Hermes             |
| 2005  | KalPa     | Sport             | TuTo               |
| 2006  | Jukurit   | Sport             | TuTo               |
| 2007  | Hokki     | Jukurit           | Sport              |
| 2008  | TuTo      | Hokki             | Jukurit            |
| 2009  | Sport     | Jokipojat         | Hokki              |
| 2010  | Jokipojat | D Team            | KooKoo             |
| 2011  | Sport     | Jukurit           | D Team             |
| 2012  | Sport     | Jokipojat         | KooKoo             |
| 2013  | Jukurit   | KooKoo            | TuTo               |
| 2014  | KooKoo    | Jukurit           | TuTo               |
| 2015  | Jukurit   | KooKoo            | Hokki              |
| 2016  | Jukurit   | Hokki             | Jokipojat          |
| 2017  | SaPKo     | K-Vantaa          | Espoo-United       |
| 2018  | KeuPa     | TuTo              | SaPKo              |
| 2019  | Ketterä   | KeuPa             | TuTo               |